# Tun (Einheit)
Die Tun, auch Weys, war ein englisches Volumenmaß und ein Handelsgewicht. Das Maß eignete sich für Getreide, Salz und Flüssigkeiten, wie Öl Wein, Bier und Branntwein.

## Schüttgut
Die Maßkette war, dass zwei Tun eine Last oder Load ergaben
- 1 Tun = 5 Quarter = 10 Combs = 20 Strickes = 40 Bushels = 160 Pecks = 320 Gallons = 640 Pottles = 1280 Quarts = 2560 Pinten

In der Unterscheidung von Imperial-Standard-Quarter, Winchester-Quarter und Schottischen Quarter waren die Litermengen unterschiedlich.
- 1 Tun = 73.271 Pariser Kubikzoll = 1453 Liter (Imperial-Standard-Quarter)
- 1 Tun = 71.030 Pariser Kubikzoll = 1408 Liter (Winchester-Quarter)
- 1 Tun = 72.040 Pariser Kubikzoll = 1427,5 Liter (Schottischen Quarter)

## Flüssigkeiten
Die Maßkette für  Wein und Branntwein war
- 1 Tun =  2 Pipes = 3 Ponchions = 4 Hogsheads/Oxhoft = 6 Tierces = 8 Barrels = 14 Kilderkins = 252 Gallons = 504 Pottles = 1008 Quarts = 2016 Pints
- 1 Tun = 57.700 Pariser Kubikzoll = 1143 Liter
- Ale und Porter

Die Maßkette war
- 1 Tun =  2 Pipes = 4 Hogsheads = 6 Barrels = 12 Kilderkins = 24 Firkins = 216 Gallons = 462 Pottles = 864 Quarts = 1728 pints
- 1 Tun = 49.458 Pariser Kubikzoll = 981 Liter

## Ölmaß
Hier gab es zwei verschiedene Maßsysteme. Ölarten, wie Hanf-, Raps-, Lein- und Tranöl wurden nach der Tun von Wein und Branntwein (siehe oben) gemessen. Bei anderen Ölen war die  Tun mit 236 Gallons festgelegt.
- 1 Tun = 24.037 Pariser Kubikzoll = 1072 Liter

## Handelsgewicht
Das Handelsgewicht war unter Annahme 1 Pfund (Avoirdupois-Pound) = 453,59 Gramm
- 1 Tun = 20 Hundred/Zentner = 80 Quarter = 2240 Pfund = 1015750 Gramm

Im Bleihandel benutzte man statt Tun die Bezeichnung Fudder.